# Karel Průcha (skaut)
Karel Průcha (3. dubna 1908 Klatovy – 22. července 1991), skautskou přezdívkou Rolf, byl český skaut, pedagog a politický vězeň komunistického režimu.

## Život
Narodil se v Klatovech Marii Rajserové (*1888); otec, košíkářský dělník Karel Průcha (*1886) ho legitimizoval v září téhož roku. V roce 1927 maturoval na gymnáziu Jaroslava Vrchlického v Klatovech, v roce 1936 úspěšně dokončil studia na filozofické fakultě Univerzity Karlovy.
Dne 15. srpna 1939 se v Šlapanově oženil s Miroslavou Vystydovou.

## Skautská činnost
Byl předním činovníkem Svazu skautů – vedl výchovný odbor náčelnictva, po válce byl i 1. místopředsedou. Již při Pražském povstání obnovoval skautskou činnost a v létě 1945 pořádal skautské vzdělávací kurzy. Byl šéfredaktorem metodického časopisu Činovník a autorem a překladatelem řady skautských publikací. V roce 1946 založil Svojsíkův závod a vedl jeho první ročník. Během únorového puče byl jako jeden z prvních Ústředním akčním výborem Junáka zbaven svých funkcí. Ve funkci šéfredaktora časopisu ho nahradil Milan Skalník.
V květnu 1952 byl komunistým režimem v politickém procesu s tzv. „protistátní skupinou bývalých funkcionářů tzv. Junáka“ jako vedoucí jedné ze skupin odsouzen na 15 let odnětí svobody, které strávil v uranových dolech v Jáchymově a v Leopoldově. Stal se obětí provokace StB, ke které byl využit bývalý redaktor Mladého hlasatele a Vpřed dr. Karel Bureš (krycím jménem Váchal, Iv č. 6034), agent pověřený agenturní činností ve sportovních kruzích a proniknutím do skautského ilegálního hnutí. I ve vězení tvořil Průcha programové materiály pro skautskou činnost v budoucnosti. Z trestu vykonal 13 let a vrátil se domů s podlomeným zdravím.
V průběhu pražského jara stál u obnovy činnosti Junáka, stal se znovu předsedou výchovného odboru a šéfredaktorem metodického časopisu Skauting. Této funkce byl krátce po srpnové okupaci jako „pravicový živel“ zbaven na základě intervence stranické skupiny KSČ v Junáku.
Po sametové revoluci se nesmířil s tím, že mnohé funkce v obnoveném Junáku zaujali lidé spojení s jeho likvidací v šedesátých letech. Tuto situaci se snažil řešit jednáním u tzv. kulatých stolů; po krachu těchto jednání v roce 1990 spoluzaložil alternativní skautskou organizaci Svaz skautů a skautek České republiky.
Byl členem národně socialistické strany.

## Dílo
- Je skauting překonaný? (1947), s Karlem Skálou a Jaroslavem Novákem[16]